# Katsunari Takayama
Katsunari Takayama (jap. 高山勝成 Takayama Katsunari; ur. 12 maja 1983 w Osace) – japoński bokser, aktualny zawodowy mistrz świata wagi słomkowej (do 105 funtów) organizacji IBF i były WBC.

## Kariera zawodowa
Karierę zawodową rozpoczął 18 października 2000. Do grudnia 2004 stoczył 15 walk, z których wygrał 14 a 1 przegrał.
4 kwietnia 2005 w Osace stanął przed szansą zdobycia tytułu mistrza świata organizacji WBC w wadze słomkowej. Wykorzystał ją pokonując jednogłośnie na punkty Meksykanina Isaaca Bustosa. Już przy pierwszej próbie jego obrony, 6 sierpnia, został pokonany przez Taja Eagle Den Junlaphana.
7 listopada 2006 po pokonaniu Carlosa Melo (Panama) przez TKO w 9r został tymczasowym mistrzem WBA. Próba zdobycia tytułu mistrza regularnego była nieudana. 7 kwietnia 2007 po niejednogłośnej decyzji sędziów przegrał z rodakiem Yutaką Niidą.
Po pięciu wygranych walkach otrzymał kolejną możliwość walki o tytuł mistrza świata WBA. 14 lipca 2009 przegrał z następcą Niidy Nikaraguańczykiem Romanem Gonzalezem jednogłośnie na punkty.
W styczniu 2011 ponownie walczył o tytuł mistrza świata w wadze słomkowej, tym razem organizacji IBF. Walka z broniącym tytułu Południowoafrykańczykiem Nkosinathi Joyi została przerwana w 3r po przypadkowym zderzeniu głowami i uznana została za nieodbytą. Do pojedynku rewanżowego doszło 30 marca 2012. Joyi wygrał jednogłośnie na punkty i obronił pas mistrzowski.
Pomomo porażki w pojedynku eliminacyjnym do tytułu IBF z Mateo Handigiem (Filipiny), 30 marca 2013 w Guasave, zmierzył się z broniącym tytułu Mario Rodríguezem (Meksyk), który został następcą Joyi. Zwyciężył wyraźnie, jednogłośnie na punkty i został ponownie mistrzem świata.
22 kwietnia 2015 w Osace pokonał Taja Fahlana Sakkreerina Jr (27-4-1, 15 KO). W dziewiątej rundy pieściarze zderzyli się przypadkowo głowami, walkę przerwano i podliczono punkty. Okazało się, że wygrał reprezentant gospodarzy 86:85, 87:84 i 90:81.